# Vaiņode
Vaiņode (alemán: Wainoden) es un pueblo letón, capital del municipio homónimo.
En 2015 tiene 1759 habitantes, albergando a dos terceras partes de la población del municipio.
Aunque se conoce la existencia de la localidad desde 1253, no adquirió desarrollo hasta finales del siglo XIX, cuando en 1871 se construyó el ferrocarril entre Liepāja y Mažeikiai.
En el siglo XX albergó y dio nombre a la base aérea de Vaiņode. Fue construida en 1916 por las tropas alemanas de la Primera Guerra Mundial dentro de un complejo militar llamado "Luftschiffhafen Wainoden", y posteriormente se desarrolló su uso por parte del ejército letón, hasta que fue ocupada por la Alemania nazi y finalmente usada por la Unión Soviética hasta su abandono en 1993. El mercado central de Riga fue parcialmente construido con materiales extraídos del desmantelamiento de la base inicial alemana.
Se ubica en el suroeste del país en la frontera con Lituania, a medio camino entre Liepāja y Mažeikiai.